# John Beghin
John Christopher Beghin (* 17. April 1954 in Brüssel) ist ein belgischer Agrarökonom. Er ist Professor an der University of Nebraska-Lincoln.

## Leben
Beghin schloss sein Studium der Wirtschaftswissenschaften an der Université Libre de Bruxelles 1978 ab. 1979 bis 1981 arbeitete er für die Internationale Arbeitsorganisation in Thiès. 1983 erhielt er einen M.Sc. in Agrarökonomie an der North Carolina State University. Die Promotion erfolgte 1988 an der University of California, Berkeley. Von 1988 bis 1998 lehrte Beghin an der North Carolina State University. Von 1998 bis 2016 war er an der Iowa State University und kehrte Anfang 2017 an die North Carolina State University zurück. Seit 2019 ist Beghin an der University of Nebraska-Lincoln tätig. Als Gastwissenschaftler oder -professor war Beghin bei der OECD, der University of Sydney, und dem Institut national de la recherche agronomique.
Beghin ist verheiratet und hat ein Kind.

## Arbeit
Beghins Forschungsinteressen sind Agrarhandel, Handel und Umwelt und Politikanalyse.

## Publikationen (Auswahl)
- Marette, Stephan; Beghin, John C. (2010): Are Standards Always Protectionist? Review of International Economics 18: 179-192.
- Fabiosa, Jacinto F.; Beghin, John C.; Dong, Fengxia; Elobeid, Amani; Tokgoz, Simla; Yu, Tun-Hsiang (2010): Land Allocation Effects of the Global Ethanol Surge: Predictions from the International FAPRI Model. Land Economics 86: 687-706.
- Jayasinghe, Sampath J.D.Y.; Beghin, John C.; Moschini, GianCarlo (2010): Determinants of World Demand for U.S. Corn Seeds: The Role of Trade Costs. American Journal of Agricultural Economics 92: 999-1010.
- Yue, Chengyan; Beghin, John C. (2009): The Tariff Equivalent and Forgone Trade Effects of Prohibitive Technical Barriers to Trade. American Journal of Agricultural Economics 91: 930-941.